# Afroamerikai polgárjogi mozgalom
Az amerikai polgárjogi mozgalom tágabb értelemben az 1896 és 1970 közötti időszakban megvívott, eredendően erőszakmentes politikai küzdelem, melynek célja a törvény előtti egyenlőség és az általános, teljes körű polgári jogok biztosítása volt az Amerikai Egyesült Államok valamennyi polgára számára. Szűkebb értelemben az 1954 és 1970 közti időszak azon politikai harcaira utal, melyek az afrikai amerikaiak faji megkülönböztetésének (diszkrimináció) és elkülönítésének (szegregáció) felszámolását célozták, és amelyek kikényszerítették a szabad választáshoz való alkotmányos jogukat közvetlen akciók, az erőszakmentes állampolgári ellenállás és polgári engedetlenség eszközeivel. A mozgalom mélyreható változásokat generált az Egyesült Államok társadalmában. Nem csak a törvény előtti egyenlőség megvalósítása révén, hanem egyrészt azáltal, hogy felmutatta és elfogadottá tette az állampolgári ellenállás eszközeit, taktikáját; másrészt azáltal, hogy rámutatott a fajgyűlölet széles körű elterjedettségére és súlyos társadalmi kárára, valamint hogy megváltoztatta a polgári jogok, illetve a fajgyűlölet társadalmi megítélését. Az amerikai polgárjogi mozgalomban számos - rövidtávú céljaikban és eszközeikben különböző, olykor egymással is vitában álló - szervezet és aktivista vett részt.

## A polgárjogi mozgalom előzményei

### A rabszolgaság eltörlése
Az Észak-Amerikai Polgárháború után bővültek az afroamerikaiak jogai az Egyesült Államokban. 1865-ben a 13. számú alkotmányi kiegészítés eltörölte a rabszolgaságot. 1868-ban, a 14. számú alkotmányi kiegészítés állampolgárságot és alkotmányos védelmet biztosított minden, az Egyesült Államok területén született férfinak. Az 1870-ben ratifikált 15. számú alkotmányi kiegészítés szavazati jogot biztosított minden amerikai állampolgárságú férfi számára.
A polgárháború utáni helyreállítás korszakában (1865-1877) északi csapatok megszállás alatt tartották a déli államokat. A Freedman's Bureau-val (Felszabadítottak Hivatala) együttműködésben megpróbálták biztosítani a feketék jogait. Sok afroamerikai vezetőt beválasztottak a helyi vagy állami hivatalokba, mások társadalmi szervezetekben végeztek munkát főleg az oktatás területén.

### Faji megkülönböztetéséselkülönítés
A megnövekedett jogok azonban nem vezettek automatikusan a feketék egyenjogúságához, mert fajgyűlölő fehér társadalmi csoportok mindent megtettek, hogy megakadályozzák ezen jogok gyakorlását.
1877-ben a helyreállítás korszaka az északi és déli fehér elitek kiegyezésével ért véget, mely értelmében a déli elektorok a republikánus északi jelöltjének, Rutherford B. Hayesnek az elnökké választását támogatták; cserében az északiak kivonták csapataikat a déli államokból. Az ezt követő erőszakhullám hatására a fehéreket tömörítő Demokrata Párt mindenütt visszaszerezte a hatalmat a választásokon. A feketék elleni növekvő agresszív fellépés 1879-ben tömeges északra menekülési hullámot indított el, melyről kansasi exodusként (1879) emlékezik meg a történet tudomány.
A Radikális Republikánusok megpróbáltak jogi eszközökkel gátat szabni a faji megkülönböztetésnek, de próbálkozásuk kudarcba fulladt, amikor 1883-ban az Egyesült Államok Legfelsőbb Bírósága (United States Supreme Court) Polgárjogi Esetek (Civil Rights Cases) ítéletében kimondta, hogy a Kongresszusnak nem volt joga, hogy magánszemélyeknek és vállalkozásoknak megtiltsa a faji diszkriminációt a 14. számú alkotmány kiegészítéssel (109 U.S. 3 (1883))
1896-ban a Legfelsőbb Bíróság a faji elkülönítést is törvényesnek mondta ki a Plessy v. Ferguson ügyben hozott 163 US 537 (1896) számú ítéletével, melyben megfogalmazta és alkotmányos szintre emelte az "elkülönítve, de egyenlően" ("separate but equal") doktrínát.
Ez az ítélet az afroamerikaiakat másodrendű állampolgárrá fokozta le. A déli szövetségi államokban a Legfelsőbb Bíróságra hivatkozva sorozatban hoztak az elkülönítést előíró törvényeket (köznapi összefoglaló elnevezésük „Jim Crow-törvények” – Jim Crow az afroamerikaiak egy gúnyneve volt). Az elkülönítés az élet minden területén megvalósult: köztereken, iskolákban, a hadseregben, közlekedési eszközökön, várótermekben, éttermekben - és a temetőkben; de vonatkozott pl. az ivókutak használatára is. Bár az északi államok nem hoztak hasonló törvényeket, a szegregáció a gyakorlatban ott is kialakult, például a lakhatás vagy munkavállalás területén.
A faji megkülönböztetés legmegalázóbb formái a hétköznapi etikettben nyilvánultak meg - főleg délen. A feketéknek oldalra kellett lépniük, ha egy fehér keresztezte az útjukat. Fekete férfi nem nézhetett fehér nő szemébe. A feketéket életkoruktól függetlenül gyakran „Tom”-nak, „Jane”-nek vagy „nigger”-nek szólították. A rendszer embertelenségét talán a csókolózási ügy mutatja meg legélesebben.
Túl a megaláztatáson az afroamerikaiaknak a testi épségük, életük sem volt biztonságban a déli államokban. A fajüldöző Ku-Klux-Klan szervezet sok ezer embert korbácsolt, ölt meg, és az elkövetőknek legtöbbször a felelősségre vonástól sem kellett tartaniuk, mert a helyi és állami rendvédelmi szervek (rendőrség, Nemzeti Gárda) összejátszottak velük.
A megkülönböztetés és terror vezetett a polgárjogi mozgalom kialakulásához, melynek első távlati célja a szegregációt meghatározó Legfelsőbb bírósági döntés érvénytelenítése lett, ezért az amerikai polgárjogi mozgalom születési dátumának 1896-ot tekintik.

## Polgárjogi küzdelem a törvény előtti egyenlőségért (1896-1954)

### A feketék helyi társadalmi egyesületei
A 19. században a feketék észak és dél településein testvériségeket, nőszervezeteket alakítottak, melyek oktatási, egészségügyi, szociális támogatást nyújtottak a közösségnek. A 20. század fordulóján iskolai szervezetek is alakultak.

### Afekete egyház
A fekete közösségi élet centrumaként, egyszersmind a fekete és a fehér világ közti összekötő kapocsként, az egyház és egyházi személyek központi szerepet játszottak a polgárjogi mozgalomban - különösen az 1950-es, 1960-as években. Talán az egyik legnagyobb hatású polgárjogi vezető Martin Luther King Jnr. tiszteletes volt.

### Booker T. Washington
A 20. század fordulóján a fekete közösség - különösen a fehérek körében - legelismertebb szószólójának Booker T. Washington számított. A Tuskegee Főiskola vezetőjeként Washington a személyes felelősségvállalásra helyezte a hangsúlyt, mondván, a feketéknek előbb gazdasági pozíciójukon kell javítani, így bizonyítva, hogy "kiérdemlik" a jog előtti egyenlőséget. A nyilvánosság előtt - rövid távon - elfogadhatónak tartotta a Jim Crow törvényeket és a szegregációt - bár személyes vagyonából számos perben támogatott kísérleteket a törvények megváltoztatására.

### ANiagara Mozgalomés azNAACP
W.E.B. Du Bois és mások ugyanakkor elutasították Washington szegregációval kapcsolatos véleményét. Olyannyira, hogy Du Bois egyik közeli elvbarátját, William Monroe Trottert le is tartóztatták, mert 1905-ben rátámadt Washingtonra, amikor az Bostonba érkezett beszédet mondani. Még ebben az évben Du Bois és Trotter találkozót szervezett fekete aktivistáknak a Niagara-vízesés kanadai oldalán, ahol kiáltványt fogalmaztak meg az általános választójog bevezetéséért, a faji elkülönítés minden formájának megszüntetéséért, és a megkülönböztetés felszámolásáért az oktatásban. Washington hevesen támadta a Niagara Mozgalmat, amely végül 1908-ban belső ellentétek miatt szétesett.
Du Bois ekkor más fekete aktivistákhoz csatlakozott, és több fehér polgárjogi harcos, úgy mint Mary White Ovington, Oswald Garrison Villard, William English Walling, Henry Moskowitz, Julius Rosenthal, Lillian Wald, Rabbi Emil G. Hirsch és Stephen Wise részvételével 1909-ben megalakították a National Association for the Advancement of Colored People (NAACP - Nemzeti Szövetség a Színes bőrűek Előrehaladásáért) nevű szervezetet. Du Bois a szervezet folyóiratának, a Crisis-nek a szerkesztői tisztét is betöltötte.
Ez az a szervezet, amely a pejoratív néger (negro) elnevezés helyett elfogadtatta a színes bőrű (colored people) kifejezést.
A NAACP az első években arra törekedett, hogy bírósági döntésekkel csikarja ki az alkotmányt megváltoztatását és különböző Jim Crow törvények megsemmisítését - utóbbi több esetben sikerült is nekik.
A NAACP 1913-ban kampányt indított Woodrow Wilson elnök ellen, amikor faji megkülönböztetést akart bevezetni a köztisztviselői karban és a szövetségi hivatalokban.
Lobbiztak azért, hogy afrikai amerikaiak tisztként szolgálhassanak a hadseregben az I. világháborúban.
1915-ben országos tiltakozást szerveztek D. W. Griffith "Egy nemzet születése (Birth of a Nation)" című, a Ku Klux Klant népszerűsítő némafilmje bemutatása ellen - néhány település el is zárkózott a film bemutatásától.

### A polgárjogi mozgalom és azamerikai zsidó közösség
Az amerikai zsidó közösség tagjai közül sokan aktívan részt vettek a polgárjogi küzdelmekben. A NAACP alapítói közül többen is ehhez a közösséghez tartoztak.
Zsidó filantrópok támogatták a NAACP-t és afrikai amerikaiak iskoláit. Közülük is kiemelkedett Julius Rosenwald, aki csaknem 5000 elemi és középiskola építését támogatta déli mezőgazdasági vidékeken. Rosenwald Booker T. Washingtonnal együttműködve alapítványt hozott létre a Tuskegee Főiskolán, ahol iskolai típusterveket dolgoztak ki, és megépítésükhöz adományokat gyűjtöttek. Egyes időszakokban a vidéki fekete gyermekek 40 százaléka Rosenwald elemi iskoláiban tanult.
A II. világháború után zsidó szervezetek, mint az American Jewish Committee (Amerikai Zsidó Bizottság), American Jewish Congress (Amerikai Zsidó Kongresszus), és az Anti-Defamation League (ADL, Rágalmazás Elleni Liga) a polgári jogok szószólói lettek.

### Az "új néger"
Az I. világháborúban szerzett tapasztalatok felerősítették a leszerelő színes bőrű katonák körében az egyenlőség iránti vágyat. Az Európából hazatérő katonák elviselhetetlennek találták, hogy hiába harcolták végig a háborút vállt vállnak vetve fehér honfitársaikkal, odahaza továbbra is megaláztatás az osztályrészük. Ezek a harcban edzett férfiak nem riadtak vissza attól, hogy megvédjék magukat a jogtalan támadásokkal szemben. Ezt a generációt A. Philip Randolph "new negro"-nak nevezte el 1917-ben.

### AzAfrican Blood Brotherhood
1920 körül alakult az African Blood Brotherhood (Afrikai Vér Testvériség) nevű szocialista csoport, melynek vezetőségében több karibi bevándorlót találunk. Azt követelték a Wilson kormányzattól, hogy ugyanazokat a jogokat biztosítsa számukra, mint amit Kelet-Európa népeinek ígért. Az elkövetkező években közülük többen beléptek a amerikai Kommunista Pártba és rokonszenveztek a Szovjetunióval.

### ANagy Népvándorlás
Az I. világháború előtti évektől 1940-ig több százezer afrikai amerikai vándorolt gazdasági okokból a déli mezőgazdasági államokból a Nyugati Part és a Közép-Nyugat nagyvárosaiba. Ez volt a Nagy Népvándorlás (Great Migration), mely a nagyvárosokban kiélezte a rasszizmus, szegénység, rendőri zaklatás, hivatali packázás okozta jól ismert ellentéteket. De az (1920 után a nőkre is kiterjesztett) általános választójog új helyzetet teremtett: sokkal erőteljesebb politikai akciókra adott lehetőséget.

### Marcus Garveyés aUNIA
A Marcus Garvey vezette Universal Negro Improvement Association (Néger Fejlődés Világszervezet) a korai 1920-as években nagy befolyásra tett szert az északi városi közösségek internacionalista "új négerei" körében. Garvey szembefordult a NAACP polgári jogokon alapuló, a fehér dominanciájú társadalomba való integrálódást célzó politikájával, s zászlajára a Pánafrikanizmust, garvey-izmust tűzte. Ennek elemei a következők voltak: Az Egyesült Államokon belül elkülönülten gazdasági függetlenség létrehozása; Afrikai Ortodox Egyház létrehozása, mely fekete Jézust állít szembe a történelmi egyházak fehér megváltójával; S végül célul tűzni ki az Afrikába való visszatérést (ha nem is fizikailag, legalább szellemi síkon).
Népszerűsége csúcspontján Garvey-nak 11 millió követője volt az USA-ban és a Karib-térségben. De a mozgalom ugyanolyan gyorsan hunyt ki, amilyen gyorsan fellobbant: Garvey-t sikkasztással vádolta meg a szövetségi kormány. Elítélték, és 1927-ben kitoloncolták szülőhelyére, Jamaicába.

### A NAACP tevékenysége az I. világháború után
Az I. világháború utáni időkben a NAACP energiáit a lincselések és a faji zavargások kivizsgálásának szentelte.
1919-ben Arkansas államban fehér fegyveresek és a szövetségi katonaság egy támadásban több mint 200 fekete mezőgazdasági bérlőt mészárolt le.
Egy másik ügyben 12 halálra ítéltet mentettek fel, akikből kínzással kényszerítettek ki beismerő vallomást.
1923-ban sikerült jelentősen kiterjesztetniük a szövetségi bíróságok hatáskörét az államok bűnügyi igazság-szolgáltatására (Legfelsőbb Bíróság, Moore v. Dempsey, 261 U.S. 86 (1923)
A NAACP több mint tíz évig harcolt azért, hogy szövetségi törvény szülessen a lincselések megakadályozására. New York-i irodájuk ablakába minden alkalommal fekete zászlót tűztek ki, amikor valahol lincselés történt. A törvény elfogadását a Déli Demokratikus Blokk akadályozta, mely kulcsfontosságú bizottsági elnöki pozíciókkal bírt mind a szenátusban, mind pedig a kongresszusban.
A II. világháborúból az afroamerikai katonák ugyanúgy megnövekedett önérzettel tértek haza, mint azt elődeik tették 1918-ban: a NAACP taglétszáma 1940 és 1945 között 50 ezerről 450 ezerre nőtt.

### A faji elkülönítés törvényen kívül helyezése
1954-ben aztán a NAACP jogászainak sikerült történelmi áttörést elérniük: a Legfelsőbb Bíróság a Brown kontra Oktatási Hivatal (Brown v. Board of Education) ítéletében (347 U.S. 483 (1954)) kimondta, hogy az állami általános iskolákban alkotmányellenes a faji elkülönítés, vagyis elvetette az "elkülönítve de egyenlően" elvét.

## Küzdelem a jogok érvényesítéséért (1955-1968)
A Legfelsőbb Bíróság döntését a déli államokban hatalmas ellenállással fogadták, és mindent elkövettek annak érvényre juttatása ellen. A polgárjogi mozgalomnak új taktikát kellett keresni, hogy kikényszerítsék a döntés végrehajtását, a küzdelem színterét ki kellett vinniük a bírósági tárgyalótermekből az utcákra. A változtatások kikényszerítésére 1955 és 1968 között a polgárjogi mozgalmak a közvetlen akciók, az erőszakmentes állampolgári ellenállás és engedetlenség eszközeihez nyúltak.

### Rosa Parksés aMontgomery-i autóbusz bojkott(1955-1956)
1955. december 1-n a NAACP egyik aktivistája, Rosa Parks, a buszvezető felszólítása ellenére megtagadta, hogy átadja helyét egy fehérnek Alabama fővárosában, Montgomeryben. Parks-t letartóztatták, és 4 dollár perköltség megfizetése mellett 10 dollárra büntették.
Hasonló esetek már korábban is kiváltottak tiltakozást, de ez az ügy ezúttal országos jelentőségűvé vált. Polgárjogi harcosok Martin Luther King tiszteletes vezetésével egyesületet alakítottak, és a buszok bojkottjára szólítottak fel. A bojkott váratlanul hatékony volt, becslések szerint 42 ezer fekete vett részt benne, és teljesen megbénították a városi buszközlekedést. A bojkott végül 1956. december 20-án ért véget, amikor a Legfelsőbb Bíróság döntése (Browder v. Gayle ) értelmében az egész országban megszűnt a szegregáció az autóbuszokon.
A montgomery-i feketék sajnos nem profitáltak közvetlenül a döntésből: A városi hatóságok az élet más területén szigorítottak az elkülönítésen. Többen erőszakos cselekmények áldozatává váltak. Martin Luther Kingre is rálőttek, parókiáját felgyújtották. Rosa Parks-nak végül el kellett hagynia a várost, mert nem kapott munkát.

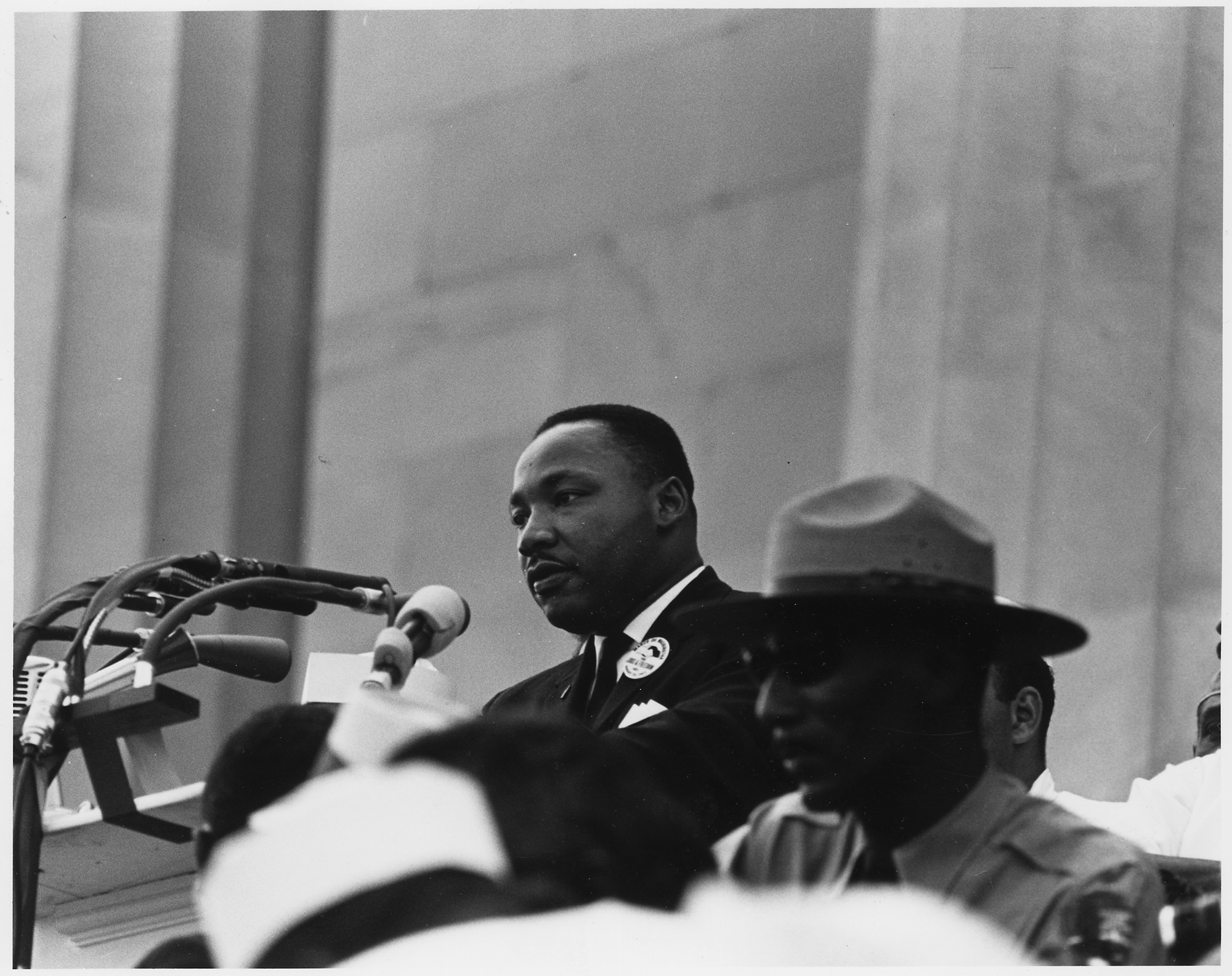
Civil Rights March on Washington, D.C. (Dr. Martin Luther King, Jr. speaking.) - NARA - 542068

### A szegregáció megszüntetése aLittle Rock-i Központi Gimnáziumban(1957)
1957 szeptemberében kilenc afroamerikai diák kívánta megkezdeni tanulmányait Arkansas állam fővárosában, a Little Rock-i Központi Gimnáziumban, mivel kitűnő tanulmányi eredményük alapján a NAACP oda íratta be őket. Az állam kormányzója azonban arra utasította a Nemzeti Gárdát, hogy akadályozza meg a diákok bejutását az iskolába.
Szeptember 4-én, az első tanítási napon a kilencből csak egy diáklány jelent meg az iskolánál, mert őt telefonon nem tudták értesíteni, hogy ez veszélyes. Őt végül rendőrök mentették ki az összesereglett fehér tüntetők közül.
Az eset hírére Dwight D. Eisenhower elnök szövetségi katonai egységeket vezényelt Little Rock-ba, és az arkansasi Nemzeti Gárdát szövetségi parancsnokság alá vonta. A diákok ezután a katonák védelme alatt jártak iskolába, de megfélemlítésük folytatódott. Kilencből végül csak egyikük tudta befejezni az iskolát, de Arkansas Állam a következő tanévtől már csak integrált iskolákat működtetett.

### Robert F. Williamsés a vita az erőszakmentességről (1959-1964)
A Jim Crow rendszer az 1950-es években terrorral akadályozta a feketék jogainak érvényesítését. A Ku Klux Klan és a helyi rendőrség együttműködése mindenki számára egyértelművé volt. Erre válaszul egyre több fegyveres fekete önvédelmi szervezet alakult Délen.
Az első ilyen csoportosulás a NAACP monroe-i (Észak-Karolina) szervezetéből alakult Robert F. Williams vezetésével. Amikor 1957 októberében a KKK megtámadta Dr. Albert Perry NAACP aktivistát, Williams milíciája tüzet nyitott a támadókra és megfutamította őket.
Amikor afroamerikai nőket megerőszakoló fehér férfiakat sorozatban mentettek fel Monroe-ban, Williams nyíltan bejelentette, hogy az erőszakra erőszakkal fognak válaszolni. Amikor Williams nyilatkozata a New York Times címlapjára került, a NAACP elnöke, Roy Wilkins haladéktalanul felmentette Williams-t, de a NAACP több szervezete támogatásáról biztosította őt. A NAACP országos gyűlésén Martin Luther King Williams felmentése mellett foglalt állást, viszont Ella Baker és WEB Dubois mellette állt ki. Végül Williams felmentését visszavonták, és határozatban mondták ki, hogy törvénytelen támadásokkal szemben nem vetik el, de nem is támogatják az egyéni és kollektív önvédelem jogát.
Robert F. Williams feleségével, Mabel Williams-szel továbbra is vezető szerepet játszott a NAACP monroe-i - néha az országos - szervezetében. 1960-tól körlevelet adtak ki "Crusader" címmel, 1962-ben pedig megjelent nagy hatású könyve, a "Negroes With Guns" (Négerek fegyverben). A könyvben Williams nem a teljes felfegyverkezést ajánlja, hanem "rugalmasságot a szabadságharcban". Williams jól használta a nyilvánosság erejét, például a Csókolózási ügyben 1958-ban, és sikerrel alkalmazott legális, erőszakmentes eszközöket is, például éttermi ülősztrájkokat szervezett Monroe-ban.
Williams résztvevője volt 1961 augusztusában az Ella Baker és James Forman SNCC vezető által szervezett békemenet kapcsán kirobbant fegyveres összecsapásnak. Az FBI nyomozást indított ellene és emberrablással vádolták meg. A Williams házaspár Kubába menekült, és "Radio Free Dixie", 1962-től pedig "Progresso" néven az USA-ba irányuló rádióadást sugároztak. Ebben az időszakban Williams gerilla módszerek alkalmazására szólította fel híveit, és a gettólázadásokban elmélete igazolását látta. 1976-ban végül felmentették a vádak alól.
Az Észak-Karolinai Egyetem történésze, Walter Rucker szerint Robert F Williams fellépése nagymértékben csökkentette a feketék elleni rasszista erőszakot az Egyesült Államokban egyrészt a védelem megszervezése, másrészt az elrettentés ereje folytán. Több polgárjogi aktivista osztotta ezt a véleményt, közülük a legismertebb talán Rosa Parks, aki 1996-ban, Williams temetésén méltatta történelmi szerepét.

### Ülősztrájkok (1958–1960)
1958 júliusában a NAACP Ifjúsági Tanácsa a kansasi Wichita belvárosában, a Dockum Áruház étkezdéjében ülősztrájkokat szervezett. A szervezet háromhetes akciósorozatával elérte, hogy az étkezdében felhagytak a vendégek bőrszín szerinti elhelyezésével, és rövid időn belül Kansas összes Dockum Áruházában megszüntették a faji szegregációt.
Hasonlóan sikeres akció zajlott le még ebben az évben Oklahoma City-ben a Katz Áruházban Clara Luper vezetésével.
1960. február 1-jén négy színesbőrű egyetemista az Észak-karolinai Greensboro városában ebédelni kívánt a Woolworth áruház éttermében, egy fehéreknek fenntartott asztalnál. A személyzet - az általános gyakorlatnak megfelelően - nem szolgálta ki és távozásra szólította fel őket. A később Greensboroi Négyek (Greensboro Four) néven elhíresült társaság azonban nem távozott, hanem záróráig maradt.
Másnap 20, harmadnap 60, a negyedik napon pedig 300-nál is több fiatal csatlakozott ülősztrájkjukhoz, a híradások hatására pedig rövid időn belül az Egyesült Államok számos városában követőkre találtak.
Ezek közül az akciók közül a legeredményesebbnek a Nashville-i ülősztrájk bizonyult, ahol több száz jól szervezett egyetemista bojkott alá is vette az áruházakat.
Atlantai ülősztrájk: 1960. március 9-én az Atlantai Egyetemi Központ néhány diákja kiáltványt adott ki Követelés az Emberi Jogokért címmel. A kiáltvány egészoldalas fizetett hirdetésként jelent meg több helyi lapban. A kiáltvány aláírói március 15-től kezdődően ülősztrájkokat hirdettek.
Az ülősztrájkok egész évben folytatódtak, és átterjedtek az összes déli államra. Az áruházak ellenállását megtörték az ismétlődő bojkottok, és az éttermekből eltűntek a fehéreknek fenntartott helyek. De a demonstrációk már nem csak az éttermekben, hanem közparkokban, strandokon, könyvtárakban, mozikban, múzeumokban és más köztereken is mindennapossá váltak.
1960 áprilisában Ella Baker tanácskozásra hívta az akciók vezetőit az Észak-karolinai Raleighbe, ahol megalakították az Erőszakmentes Diák Koordinációs Bizottságot (Student Nonviolent Coordinating Committee, SNCC).
Az SNCC központi szerepet játszott az ülősztrájkok és bojkottok szervezésében. A tiltakozás új formáját is meghonosították: a szabadság utazást.

### Szabadság buszok (1961)
A szabadság buszokon fehér és fekete polgárjogi aktivisták távolsági buszokon utaztak együtt északról délre, hogy ellenőrizzék a Legfelsőbb Bíróság Boynton v. Virginia, (1960) 364 U.S. határozatának betartását, amely alkotmányellenesnek mondta ki a faji elkülönítést távolsági buszokon. Az első utazást a CORE szervezte, a Washington D.C. - New Orleans vonalon 1961. május 4-től 17-ig.
A kéthetes úton az aktivisták deszegregálták a buszokat, a buszpályaudvarok várótermeit és ivókútjait. Ez nem volt veszélytelen vállalkozás.
Az alabamai Annistonban egy buszra gyújtóbombát dobtak, az utasok csaknem bennégtek.
Az alabamai Birminghamben a helyi biztonsági vezető összejátszott a Ku Klux Klan-nal, akik agyba-főbe verték a buszon utazó aktivistákat.
Hasonló incidens történt Montgomeryben, Rosa Parks városában, ahová a birminghami távolsági buszon érkeztek a tiltakozók. A helyi fehérekből álló tömeg két órán keresztül ütlegelte a polgárjogi aktivistákat. A zavargásokban 22-en megsérültek, öt embert kórházba kellett szállítani.
Az annistoni és montgomery-i brutális támadások ideiglenesen megakasztották az utazást, de az SNCC nashville-i tagjai hamarosan folytatták az akciót Birminghamből New Orleansig. Fajgyűlölő fehérek egy csoportja azonban rájuk is rátámadt, John Lewis SNCC vezetőt eszméletlenre verték, a Life fotósa, Don Urbrock arcát saját fényképezőgépével törték be.
1961. május 24-én a demonstrálók a Mississippi állam fővárosáig, Jacksonig jutottak, ahol "rendzavarásért" és "a fehérek számára fenntartott létesítmények használatáért" letartóztatták őket. Az akciót más szervezetek aktivistái is folytatták, de Jacksonban mindegyiküket - nyár végéig 300 embert - őrizetbe vettek.
Ross Barnett, Mississippi állam kormányzója kiállt a letartóztatások mellett, mondván, "a négerek azért különböznek, mert Isten így bűnteti őket". A polgárjogi harcosok a "Jail No Bail" ("börtön igen, bírság nem") elvét alkalmazva nem fizettek bírságot törvénytelen elítélésük miatt, hanem fogvatartásuk 39. napján (az utolsó lehetséges időpontban) óvadékot tettek le szabadulásukért. A fogvatartottakkal kegyetlenül bántak, nem voltak ritkák a verések, embertelen körülmények.
Az országos felháborodás oda vezetett, hogy a John F. Kennedy kormányzat a faji elkülönítést megszüntető szabályozást vezetett be a buszokon és buszpályaudvarokon 1961. november 1-től.

### Menetelés Selmából Montgomery-be- aVéres Vasárnap(1965)
A három menet Selmából (az alabamai Dallas megye székhelye) Montgomerybe (Alabama fővárosa) a polgárjogi mozgalom politikai és érzelmi csúcspontját jelentették. A menetek a selmai feketék választójogi harcából nőttek ki, akik a megfélemlítés ellen emelték fel szavukat, mely távoltartotta a többséget alkotó színesbőrűeket a választásoktól. A selmai Dallas County Voters League (DCVL - Dallas Megyei Választók Ligája) nevű szervezet küzdelméhez 1963-ban csatlakozott az SNCC is. Amikor az állami és helyi hatóságok, a White Citizens’ Council (Fehér Polgárok Tanácsa) és a Ku-Klux-Klan terrorja elviselhetlenné fokozódott, a DCVL Martin Luther Kingtől kért segítséget, s általa több ismert polgárjogi vezető is bekapcsolódott a küzdelembe.
Az első menetelés 1965. március 7-én "Véres Vasárnap"-ként (Bloody Sunday) vonult be Amerika történelmébe. A tiltakozás közvetlen kiváltó oka az volt, hogy február 26-án, az alabamai állami rendőrség egy tagja lelőtte a 26 éves diákot, Jimmie Lee Jackson-t, az SNCC elnökét. A 600 főnyi felvonuló tömegre helyi és állami rendőrök gumibotokkal és könygázzal támadtak.
Két nappal később (március 9-én) a második menetelésben már 2500-an vettek részt, és az Edmund Pettus hídig jutottak.
A harmadik, 10 napon át tartó vonulás március 16-án kezdődött, és a demonstrálók napi átlagban 10 mérföldet (kb. 16 km) tettek meg a 80-as számú állami főúton ("Jefferson Davis Highway"). A felvonulókat 2000 katona, 1900 alabamai nemzeti gárdista, FBI-ügynök és szövetségi marsall gyűrűje vette körül. A menet március 24-én érkezett Montgomery-be, másnap pedig az Alabamai Capitolium épületéhez.
A menetelés útvonalát az Egyesült Államok történelmi emlékútjává nyilvánították ("Selma to Montgomery Voting Rights Trail")